# Maclean's
Maclean's est un important périodique hebdomadaire canadien de langue anglaise. Il a été fondé en 1905 par le Torontois John Bayne Maclean. De 1994 à 2019, le titre a appartenu à Rogers Communications. En 2019 Rogers Media cède les 7 magazines qui lui restaient - dont Maclean's - à St. Joseph Communications (en) pour un montant non dévoilé. 
Une version mensuelle existe en mandarin. Sa version française nommée Le Magazine Maclean – dont la fusion en 1976 avec Actualité a donné naissance au magazine L'Actualité – traitait parfois de sujets identiques mais son contenu était généralement différent et adapté aux événements du Québec. Toutefois l'influence de l'original demeurait.
Il est connu pour son classement annuel des universités et collèges canadiens.
L'un des articles de Maclean's qui a eu le plus d'impact au niveau sociopolitique est l'article de Martin Patriquin de 2010 alléguant que le Québec était la province la plus corrompue du Canada. Cet article avait fait réagir l'ensemble de la classe politique québécoise et avait contribué à l'atmosphère d'introspection collective dans la période précédant le lancement de la commission Charbonneau.  

## Contributeurs
- Peter C. Newman
- Barbara Amiel
- Allan Fotheringham (en)
- Diane Francis
- Paul Wells
- Phil Interlandi, dessinateur